# MB 02 Souricette

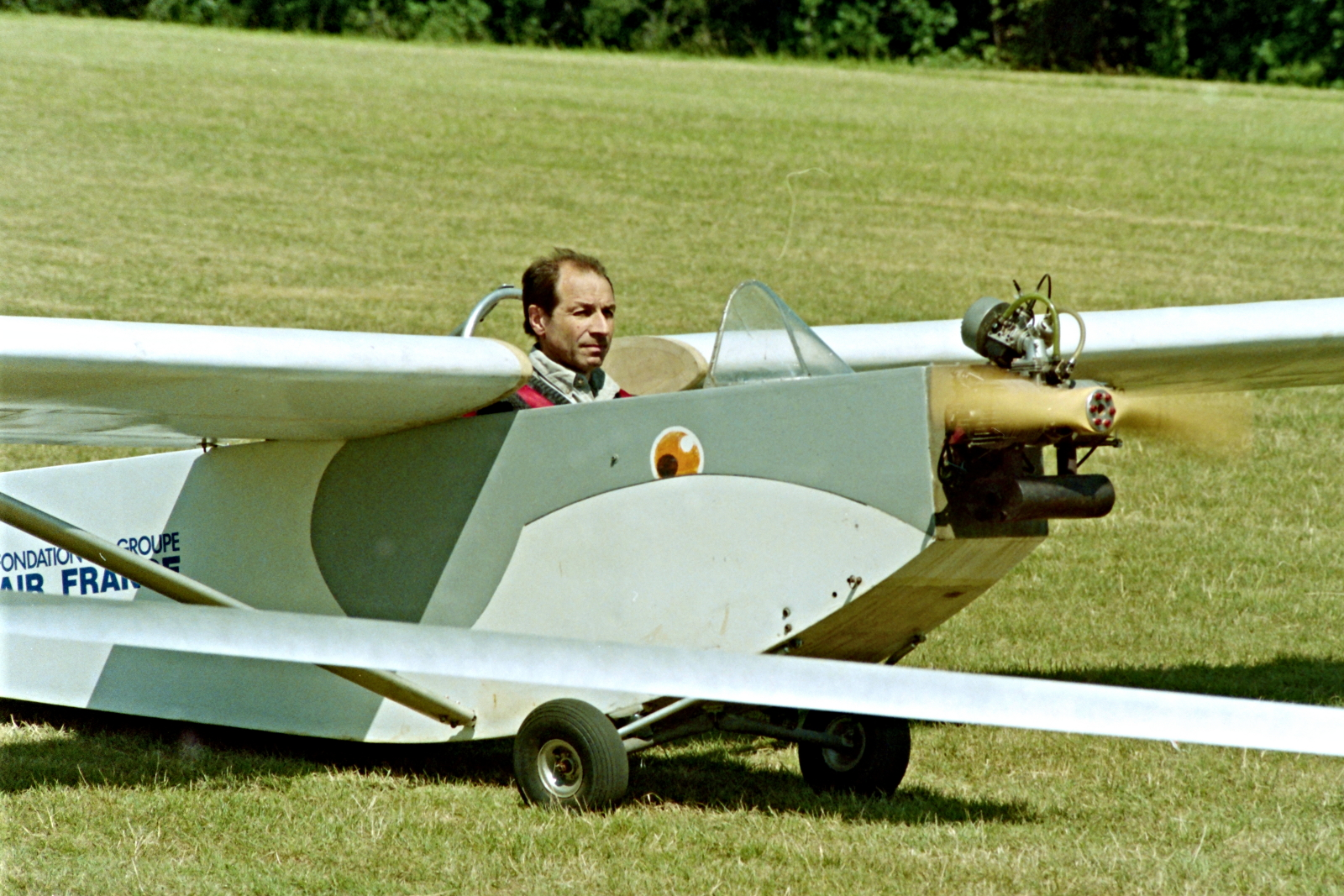
MB 02 Souricette na letišti La Ferté-Alais ve Francii

MB 02 Souricette (v překladu malá myš) je jednomístné jednomotorové ultralehké letadlo amatérské konstrukce s otevřeným pilotním prostorem a pevným podvozkem záďového typu.

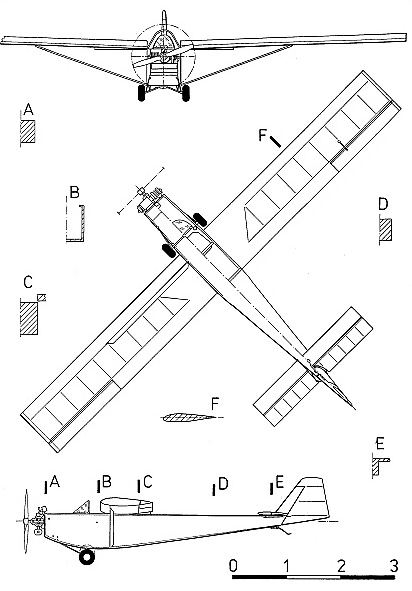
Základní výkres ultralehkého letadla MB 02 Souricette

## Vznik a vývoj
Lehké malé letadlo pro amatérskou stavbu Souricette navrhl francouzský pilot a konstruktér Michel Barry. První prototyp MB 01 postavil v roce 1988, ale po nehodě práce na čas zastavil. Až v roce 1991 konečně vznikla upravená verze. Stavbě předcházelo sto hodin testů v aerodynamickém tunelu na technické univerzitě ve Ville d'Avray a ověření letových vlastností na RC modelu v měřítku 1:4, který postavil modelář a bývalý zkušební pilot Francis Plessier. Teprve pak se na letišti La Ferté-Alais nedaleko Paříže pustil Michel Barry do stavby prototypu MB 02. Letadlo bylo navrženo tak, aby vyhovovalo pravidlům FAI (Fédération Aéronautique Internationale) pro ultralehká letadla a také předpisům US FAR Part 103. Se stavbou pomáhali Willy Gruhier a později také Hervé Kulhmann. Stavba byla dokončena v lednu 1993. V té době bylo letadlo podle svých tvarů na návrh paní Plessierové pojmenováno Souricette („malá myš“ či „myška“), což graficky podtrhl kresbami na trupu Jean-Jacques Loup.
Navzdor špatnému počasí s prototypem Michel Barry poprvé krátce „skočil“ nad dráhou letiště Cerny 13. února 1993, o den později už létal celou hodinu a pak následovalo řádné zalétání. Na první delší cestu se s novou Souricette konstruktér vydal v červenci 1993 z La Ferté-Alais do Moulins-Montbeugny v Allier.
Michel Barry založil v Sauvagnonu v kraji Pyrénées-Atlantiques společnost Aurore SARL, specializující se na modernizaci základní konstrukce a výrobu plánů a dílů letadel Souricette. Do roku 2015 bylo celosvětově prodalo téměř 200 letadel a 60 jich bylo v provozu ve Francii.

## Technický popis
Trup je zhotoven z dřevěných lišt, polepený překližkou a v okolí pilotního prostoru přelaminovaný. Palubní deska v otevřeném pilotním prostoru obsahuje jen základní přístroje pro kontrolu letu a chodu motoru, krátká řídicí páka je umístěna na pravé straně trupu. Sedadlem je pruh látky zavěšený na trubkové konstrukci. V místě napojení křídla a vzpěr je trup zesílen trubkovým rámem, který obloukem vybíhá nad trup a chrání hlavu pilota při převrácení letadla.

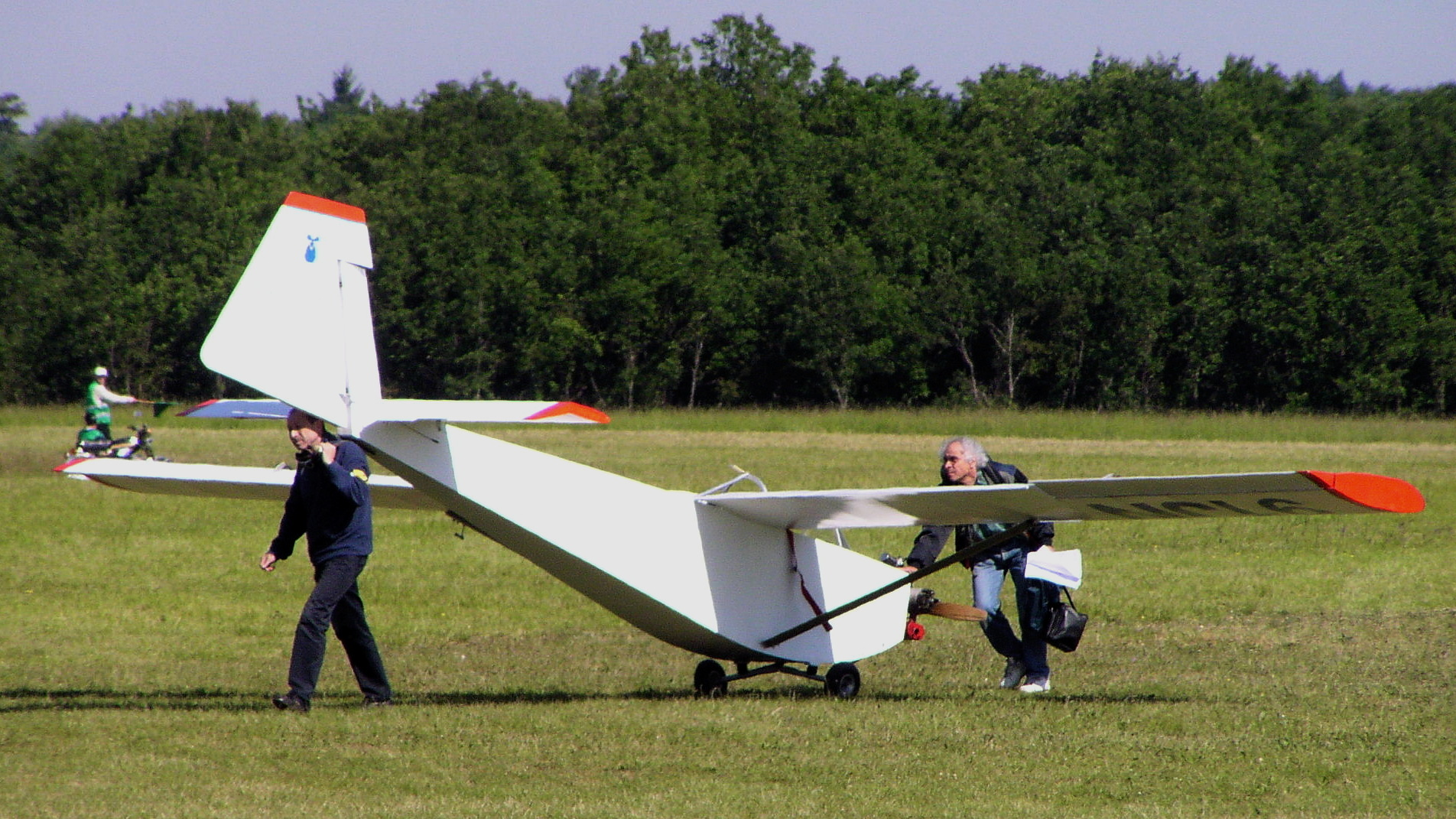
Amatérské ultralehké letadlo Souricette

Křídlo opatřené profilem NACA 0417 je pro dopravu dělitelné ne dva poloviny a snadno demontovatelné. Základem jeho konstrukce jsou dva kovové trubkové nosníky – hlavní a pomocný. Na ně jsou navlečena dřevěná žebra. Prostor náběžné a odtokové části je vyplněn tvrdou pěnou a přelaminován, celek je potažen umělou tkaninou. S trupem je křídlo spojené jednoduchými trubkovými vzpěrami v aerodynamických krytech. Ocasní plochy jsou dřevěné konstrukce potažené umělou tkaninou, pevné části jsou vyplněné tvrdou pěnou.
Doporučenou pohonnou jednotkou je dvouválcový dvoudobý motor Sarl JPX PUL 425 o výkonu 6,4 kW při nejvyšších otáčkách 4600/min. Včetně reduktoru má hmotnost 21 kg. Dvoulistá vrtule je obvykle dřevěná, případně laminátová. Amatérští stavitelé volí různé pohonné jednotky podle svých možnosti, a tak snad neexistují dvě stejná letadla.

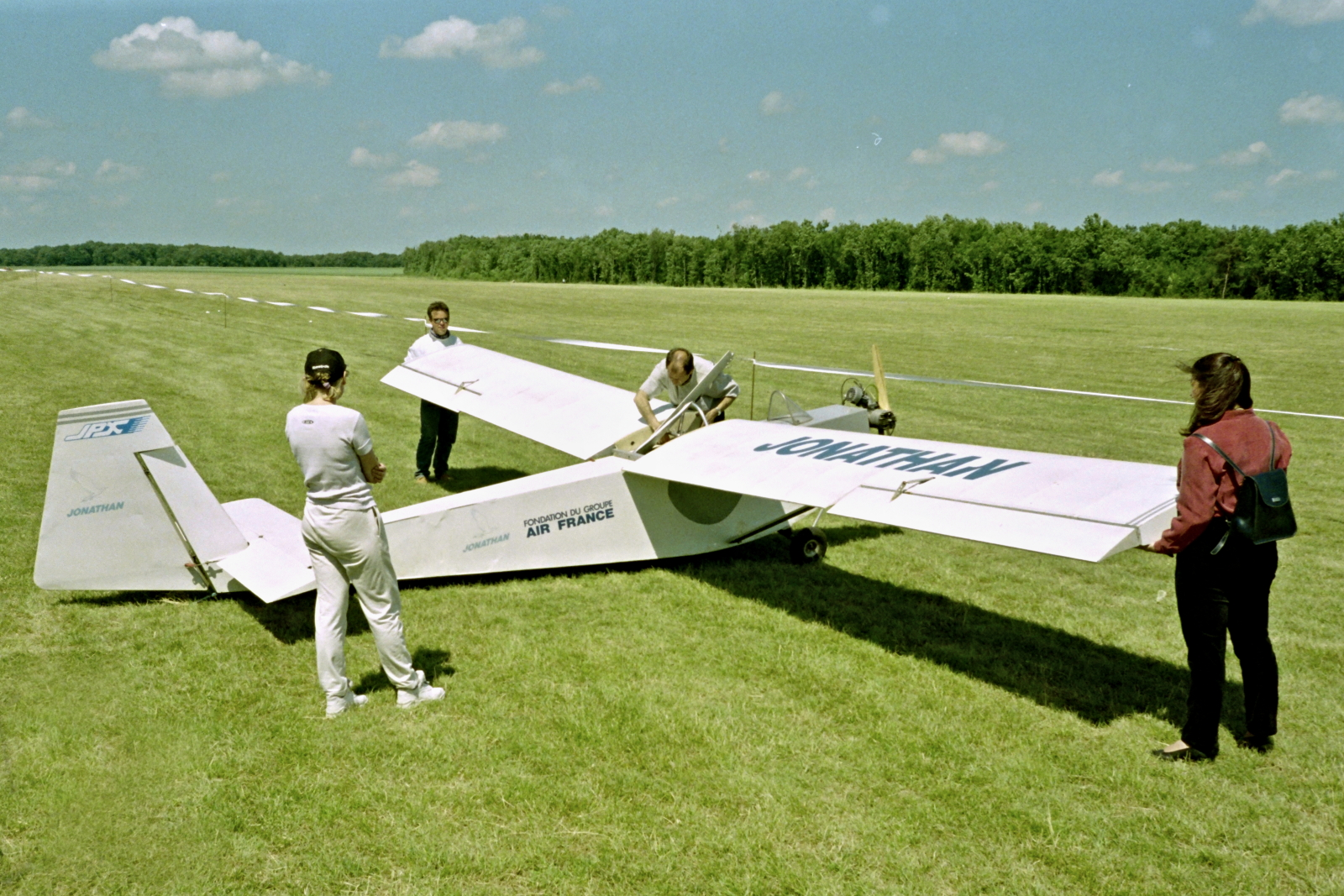
Připojování polovin křídla ultralehkého letadla MB 02 Souricette

Podvozek – obvykle jsou kola zavěšena na krátkých trubkových vzpěrách, připevněných k zesílení na spodní části trupu a s trupem spojených pomocnými vzpěrami. Odpružená jsou bloky pryže nebo gumovými svazky, Na některých letadlech tvoří podvozek jen trubka procházející spodní částí trupu. Ostruhou je obvykle listová pružina zakončená kluznou botkou.

## Specifikace

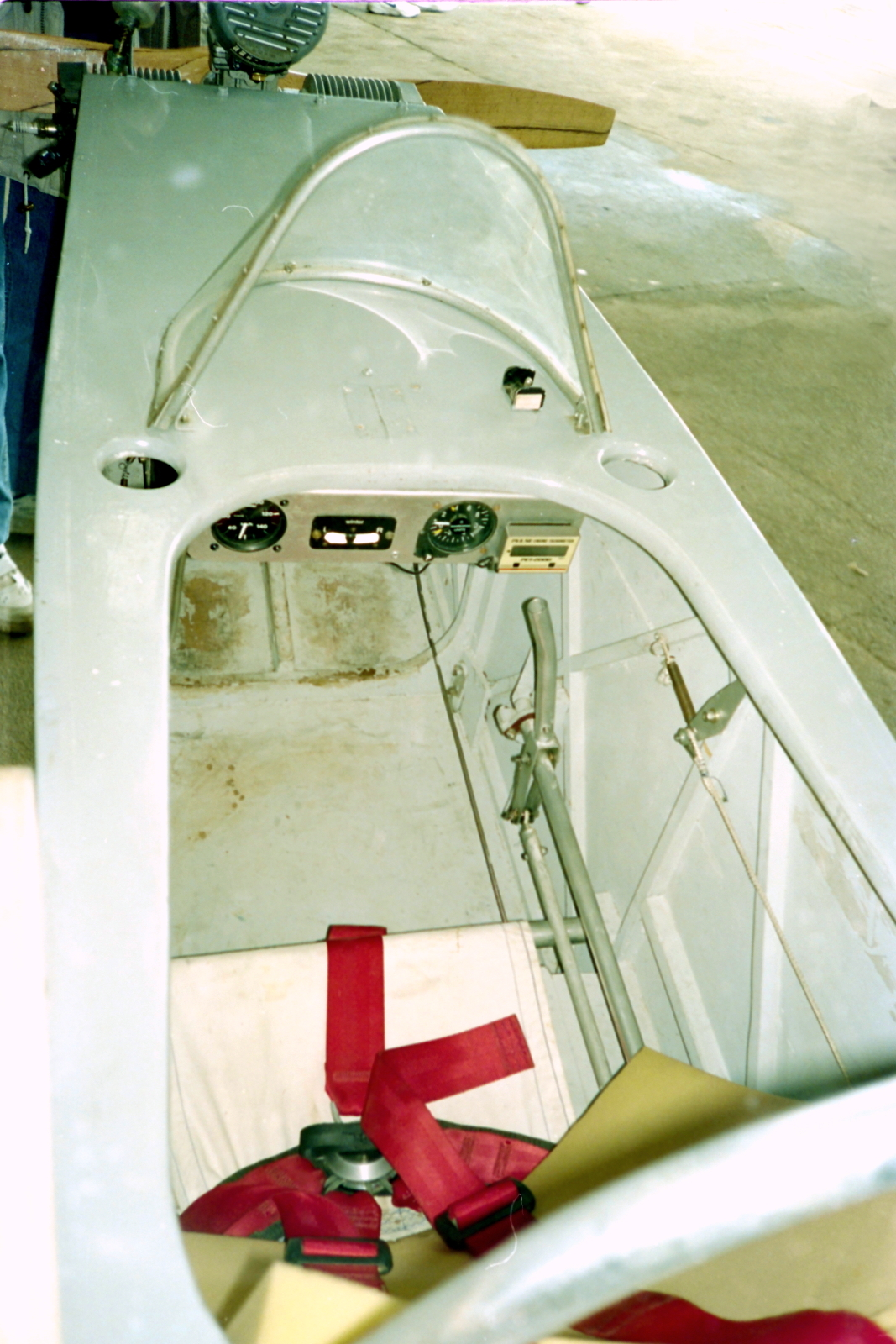
Spartánsky vybavený pilotní prostor ultralehkého letadla MB 02 Souricette

### Technické údaje
- Osádka:
- Rozpětí: 9 m
- Délka: 5,7 m
- Plocha křídla: 10 m²
- Hmotnost prázdného letadla: 100 kg
- Vzletová hmotnost: 200 kg
- Doporučená pohonná jednotka: Dvouválcový motor JPX PUL 425 o výkonu 19 kW (26 k)
- Zásoba paliva: 20 litrů

### Výkony
- Nejvyšší rychlost: 120 km/h
- Nepřekročitelná rychlost: 140 km/h
- Cestovní rychlost: 105 km/h
- Pádová rychlost: 42 km/h[1] (55 km/h)[2]
- Stoupavost: 1,5 m/s
- Délka vzletu: 350 m
- Délka přistání: 250 m
- Dolet: až 500 km

## Odvozené varianty
- MB 02-2 Mini Bulle Vylepšená jednomístná základní konstrukce s krytou kabinou a kapotovaným motorem.[4][5]
- BL1E Electra Letadlo poháněno elektrickým motorem o výkonu 18 kW. Poprvé vzlétlo 23. prosince 2007.[6]
- MB 03 Souris bi Dvoumístná varianta základního typu. Prostor pro druhého člena osádky ve výřezu při odtokové části křídla.[7]
- MB 04 Souris Bulle Dvoumístná verze s kapotovaným motorem a uzavřenou kabinou. Druhý člen osádky sedí uvnitř trupu opatřeného bočními okénky.[8]